# Emil Lewanow
Emil Lewanow (* 3. September 1898 in Unruhstadt; † 8. November 1935 in Berlin) war ein deutscher Radrennfahrer, der hauptsächlich auf der Bahn aktiv war.

## Sportliche Laufbahn
Emil Lewanow erlernte den Beruf des Schlossers, 1914 wurde er Profi-Radrennfahrer. Zunächst betätigte er sich als „Flieger“ (damalige Bezeichnung für Sprinter). In dieser Disziplin konnte er einige Erfolge erringen, was auch darauf zurückzuführen war, dass viele Rennfahrer als Soldaten eingezogen worden war. So schlug er den Weltmeister Willy Arend. 1915 wechselte er zu den Steherrennen und bestritt 1916 in der Disziplin sein erstes Rennen. Im Herbst des Jahres wurde er eingezogen, nachdem er jedoch zur Flieger-Ersatz-Abteilung nach Döberitz versetzt worden war, konnte er wieder Rennen fahren.
1921 und 1922 gewann Lewanow den „Großen Preis von Berlin“ und wurde 1926 hinter Karl Wittig deutscher Vize-Meister der Steher. 1920 holte er den Sieg im Goldenen Rad von Berlin. 1921, 1922 und 1929 gewann er den Großen Preis der Stadt Leipzig im Steherrennen. 1927 wurde er Dritter der Deutschen Meisterschaft. Im Juli 1923 stürzte er bei einem Rennen in Amsterdam so schwer, dass er mehrere Stunden besinnungslos war, und es wurde schon sein Tod vermeldet. Bis 1929 gewann er als Steher zahlreiche „Große Preise“ und belegte etwa 1927 in der Statistik der erfolgreichsten deutschen Steher Rang vier. Er bestritt neun Sechstagerennen: 1919 belegte er mit Otto Pawke Rang drei und 1924 mit Walter Rütt in Berlin jeweils Platz drei, gemeinsam mit Rütt 1926 in Dortmund Rang zwei. Auch betätigte er sich selbst als Schrittmacher. Am 1. Juni 1927 stürzten in Leipzig er und sein Freund Franz Krupkat bei einem Rennen, Krupkat erlag seinen Verletzungen. Die Corona-Werke benannten nach ihm und Walter Sawall ein Bahnrad-Modell: „No. 102 Lewanow-Sawall“.
Der Berliner Radsportjournalist Fredy Budzinski schrieb über Lewanow: „Ein Rennfahrer ohne Temperament ist wie eine Suppe ohne Salz, aber das Temperament Lewanows hat sich oft nach der falschen Seite hin ausgetobt und ihm viele Freunde verscherzt, aber die ansprechende Fahrweise und das Draufgängertum bei guter Laune riß die Radsportfreunde immer wieder hin, und Lewanow verfügte stets über einen großen Anhängerkreis.“
Bei den lukrativen Steherrennen verdiente Lewanow sehr gut, war aber spielsüchtig und verkehrte in zwielichtigen Kreisen, wo er zu viel Geld ausgab, wie der Journalist Fredy Budzinski beklagte. 1930 beendete er nach einem weiteren schweren Sturz seine Radsportlaufbahn und eröffnete in Berlin eine Gaststätte. 1934 war er in Berlin-Schöneberg in der Maaßenstraße 11 gemeldet. Im November 1935 beging er Suizid mit Gas; Grund soll eine schwere Erkrankung gewesen sein. Es soll nicht sein erster Selbstmordversuch gewesen sein.